# 平論無雙
《平論無雙》曾是東森新聞台的一個政論談話性節目，採現場播出。主持人為平秀琳。於2019年6月17日開播，2021年6月11日播出最後一集。節目時段曾多次調整，最終調整至週一至週五15:55至16:55播出。

## 大事紀
- 2019年5月15日，中天新聞台政論節目《新聞深喉嚨》原當家主持人平秀琳與製作人朱凱翔跳槽東森電視，《新聞深喉嚨》原製作團隊也跟著轉戰東森新聞台[1][2]。
- 6月12日起，《平論無雙》搶先在YouTube推出彩蛋，內容為平秀琳試錄片段。

- 2019年6月17日，東森電視舉辦平論無雙新節目開播記者會，立委蔣萬安、許淑華、沈富雄以及《關鍵時刻》主持人劉寶傑等人到場。
- 2019年8月12日，節目時間改為晚間20:50至21:55播出。

- 2020年1月6日至1月10日，因應2020年總統大選，節目提前至晚間20:00播出。
- 2020年2月3日至2020年11月10日，節目播出時間為下午15:55，採現場直播。
- 2020年3月9日起，節目更換攝影棚，與《Hello台灣》、《午安新聞》、《晚間新聞》共用新聞棚。
- 2020年4月底，製作人朱凱翔指控東森電視高層干預節目走向，並在重播時段刪除特定話題，憤而請辭製作人，由蕭力甄接替。[3][4]
- 2020年11月11日-2021年1月1日，節目時間曾改為下午16:00，採現場直播。
- 2020年1月4日起，節目時間調整回下午15:55，採現場直播。

### 節目內容
- 2019年6月25日，本日節目转播國民黨總統初選首場「國政願景電視發表會」，主持人同步與現場來賓評論。
- 2019年7月3日，因直播國民黨總統初選最后一場「國政願景電視發表會」，本日節目暫停播出一次。
- 2019年7月8日，獨家專訪中國國民黨黨內總統初選參選人郭台銘及夫人曾馨瑩[5]。
- 2019年7月22日，獨家專訪中國國民黨2020總統候選人、高雄市市長韓國瑜。
- 2019年8月7日，節目延後至20:50播出，19:55～20:50播出「中颱利奇馬特別報導」，為觀眾掌握颱風最新動態及各地風雨狀況。
- 2019年8月8日至8月9日，因改播「颱風利奇馬特別報導」，節目暫停播出一次。
- 2019年9月16日，獨家專訪臺北市市長、台灣民眾黨黨主席柯文哲。
- 2019年9月30日，本日因應米塔颱風來襲，改播「米塔颱風特別報導」，節目暫停播出一次。
- 2019年10月1日，本日節目延後至晚間21:00播出。
- 2019年10月10日，因直播國慶焰火，本日節目延後至晚間21:00播出。
- 2019年11月29日，獨家專訪中國國民黨高雄市市長、2020總統參選人韓國瑜。
- 2019年12月9日，獨家專訪臺北市市長、灣民眾黨黨主席柯文哲。
- 2019年12月16日，獨家專訪親民黨主席、臺北市政府首席市政顧問，2020總統大選參選人宋楚瑜。
- 2019年12月18日，節目提前至晚間20:40現場播出『大選看東森-總統候選人政見發表會特別報導』，即時針對三組候選人提出的政見進行討論。
- 2019年12月27日，節目提前至晚間20:30現場播出『大選看東森-總統候選人政見發表會特別報導』，即時針對三組候選人提出的政見進行討論。
- 2019年12月31日，因現場直播「全台灣各地跨年晚會」，本日節目暫停播出一次。
- 2020年1月13日起，節目播出時間調整回晚間20:00至21:55。
- 2020年1月23日-2月2日，適逢過年假期節目暫停播出。
- 2021年6月11日，播出最後一集。

## 節目口號
- 新聞無雙、真相無雙、內幕無雙，最犀利的點評都在平論無雙
- 新聞無雙、真相無雙、內幕無雙，最犀利的平論無雙
- 平心無論，犀利無雙
- 公平論政、犀利無雙、不開外掛
- 公平論政、犀利無雙

## 節目特色
為觀眾把每日所有頭條熱點新聞，最值得關注的新聞、政治議題，進行時事點評，節目開播前曾主打主持人特色「挖洞、補刀、吐槽來賓」。內容方面則強調統整資訊，深入分析，犀利評論，立志做個自由、輕鬆、容納多元聲音的政論節目。
原欲打造全新東森新聞晚上「八點檔」，聯合21:55《關鍵時刻》，從20:00起連續四小時，給觀眾平論、關鍵，滿滿四小時政論大平台。8月12日，公開全新時段宣傳廣告，強調「萬紫千紅藍綠百，風起雲湧三腳督，一手掌握全民視野」。
2020年2月3日起，節目更改為下午時段播出，強調挑戰新型態，給大家更豐富訊息、更即時評論。

## 外部連結
- YouTube上的平論無雙頻道

| 東森新聞台 星期一至星期五 20:00-21:55       | 東森新聞台 星期一至星期五 20:00-21:55                                                                                 | 東森新聞台 星期一至星期五 20:00-21:55                                        |
| ------------------------------------------- | --- | ---------------------------------------------------------------------------- |
|                                             | 平論無雙 （2019年6月17日 - 2019年8月9日）（2020年1月13日－2020年1月22日）                                             |                                                                              |
| 8、9點換日線 （2018年5月7日－2019年6月16日) | 黃金8點 （2019年8月12日 - 2020年1月10日）黃金8、9點 （2020年1月23日－2021年9月30日）東森世界日報 （2021年10月1日 - ） |                                                                              |
| 星期一至星期五 20:50-21:55                  | |                                                                              |
| 8點換日線 （2018年5月7日－2019年6月16日)    | 平論無雙 （2019年8月12日 - 2020年1月10日）                                                                            | 黃金8、9點 （2020年1月23日－2021年9月30日）東森世界日報 （2021年10月1日 - ） |
| 星期一至星期五 15:55-16:55                  | |                                                                              |
| —                                           | 平論無雙 （2020年2月3日 -2020年11月10日）                                                                             | —                                                                            |
| 星期一至星期五 16:00-17:00                  | |                                                                              |
| —                                           | 平論無雙 （2020年11月11日 -2021年1月1日）                                                                             | —                                                                            |
| 星期一至星期五 15:55-16:55                  | |                                                                              |
| 1600東森晚間新聞                            | 平論無雙 （2020年1月4日 -2021年6月11日）                                                                              | 1600東森晚間新聞 （2021年6月14日－至今）                                     |